# Roxy (marque)
 (janvier 2018).
Si vous disposez d'ouvrages ou d'articles de référence ou si vous connaissez des sites web de qualité traitant du thème abordé ici, merci de compléter l'article en donnant les références utiles à sa vérifiabilité et en les liant à la section « Notes et références ».
Roxy est une marque d'articles de sport. C'est la marque féminine de Quiksilver. Elle a été créée en 1990 par Maritxu Darrigrand,.
Cette marque a été conçue pour les surfeuses qui étaient peu nombreuses dans les années 1990. Elle devient aussi l'une des premières marque de surf dédiée aux femmes. Peu à peu, elle décline le concept de la glisse au féminin en développant une gamme de produits destinés au ski et au snowboard. 
En 2008, Roxy a sponsorisé Samantha Davies lors du Vendée Globe. 
En 2015, à l'occasion de ses 25 ans, Roxy lance le #ROXYFITNESS Tour un événement qui consiste à rassembler des femmes dans plusieurs villes du monde et de pratiquer des sports tels que Yoga, StandUp Paddle ou encore running.
Roxy est également partenaire principal du Roxy Pro France et Roxy Pro Gold Coast,  deux étapes du championnat du monde de surf organisées par la World Surf League.

## Sources
- Site officiel